# Gastone Garziera

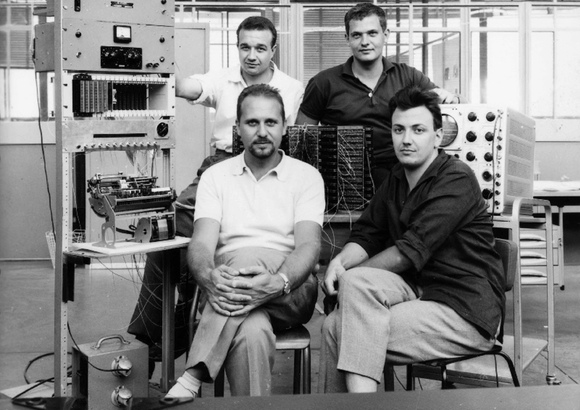
Das P101-Team: Pier Giorgio Perotto, Giovanni De Sandre, Gastone Garziera, Giancarlo Toppi

Gastone Garziera (* 13. April 1942 in Sandrigo) ist ein italienischer Informatiker.

## Leben
Garziera ging bis 1961 in Sandrigo auf die Fachoberschule Istituto Tecnico Industriale Statale A.Rossi. Im Alter von 19 Jahren wurde Garziera von Olivetti eingestellt, wo er, in einem von Pier Giorgio Perotto geführten Team, an der Entwicklung des Olivetti Programma 101, dem ersten frei programmierbaren Tischrechner der Welt mitwirkte. Später arbeitete er auch an nachfolgenden Modellen des P101 mit, ehe er sich im Jahr 1996 in den Ruhestand begab.
Im Jahr 2015 wurde er anlässlich des fünfzigsten Jahrestages der Entwicklung des P101 mit Giovanni De Sandre und Massimo Banzi vom italienischen Ministerpräsidenten Matteo Renzi empfangen.
Heute widmet er sich der Erhaltung und Rückgewinnung von alten Modellen seines früheren Arbeitgebers Olivetti.